# Miami Shores
Miami Shores é uma vila da Grande Miami, assim como North Miami, Miami Lake, Miami Springs, Miami Gardens e Miami Beach, West Miami, South Miami, North Miami Beach todas em conjunto formam a Grande Miami e sua principal economia é voltada para o turismo. Localizada no estado Americano da Flórida, no condado de Miami-Dade. Foi incorporada a Miami em 2 de março de 1932. Mapas antigos tornam confusas a sua localização, toda via Miami Shores, forma a conhecida Miami.

## Geografia
De acordo com o United States Census Bureau, a cidade tem uma área de 9,8 km², onde 6,5 km² estão cobertos por terra e 3,3 km² por água.

### Localidades na vizinhança
O diagrama seguinte representa as localidades num raio de 8 km ao redor de Miami Shores.

## Demografia
Segundo o censo nacional de 2010, a sua população é de 10 493 habitantes e sua densidade populacional é de 1 620,55 hab/km². Possui 3 935 residências, que resulta em uma densidade de 607,72 residências/km².